# Curling-Juniorenweltmeisterschaft 2013
Die Curling-Juniorenweltmeisterschaft 2013 wurde vom 28. Februar bis 10. März im russischen Sotschi ausgetragen.

## Männer

### Teilnehmer
| Land                | Fourth               | Third                | Second           | Lead             | Alternate             |
| ------------------- | -------------------- | -------------------- | ---------------- | ---------------- | --------------------- |
| Volksrepublik China | Dongxu Jiang         | Jinbo Wang           | Zhongbao Zhang   | Jingtao Xu       | Rongrui Zhang         |
| Italien             | Amos Mosaner         | Andrea Pilzer        | Daniele Ferrazza | Roberto Arman    | Sebastiano Arman      |
| Kanada              | Matthew Dunstone     | Colton Lott          | Daniel Grant     | Brendan MacCuish | Josh Barry            |
| Norwegen            | Eirik Mjøen          | Markus Skogvold      | Martin Sesaker   | Wilhelm Naess    | Ole Igvaldsen         |
| Russland            | Jewgeni Archipow     | Sergei Gluchow       | Dmitri Mironow   | Artur Ali        | Timur Gadschichanow   |
| Schottland          | Kyle Smith           | Thomas Muirhead      | Kyle Waddell     | Cameron Smith    | Hammy McMillan junior |
| Schweden            | Patric Mabergs       | Gustav Eskilsson     | Jesper Johansson | Johannes Patz    | Fredrik Nyman         |
| Schweiz             | Andre Neuenschwander | Tobias Güntensperger | Sergio Gobbi     | Kevin Keller     | Patrick Poli          |
| Tschechien          | Marek Cernovsky      | Krystof Krupansky    | Jan Zelingr      | Jakub Splavec    | Stepan Hron           |
| Vereinigte Staaten  | Korey Dropkin        | Thomas Howell        | Mark Fenner      | Alex Fenson      | Connor Hoge           |

### Round Robin
| Datum | Zeit  | Begegnung                        | Resultat |
| ----- | ----- | -------------------------------- | -------- |
| 28.2. | 09:00 | Russland – Italien               | 3:6      |
|       |       | Vereinigte Staaten – Tschechien  | 9:8      |
|       |       | Kanada – Schweiz                 | 9:6      |
|       |       | Norwegen – Schweden              | 8:5      |
| 28.2. | 19:30 | Schottland – Volksrepublik China | 7:6      |
|       |       | Kanada – Russland                | 5:4      |
|       |       | Schweden – Vereinigte Staaten    | 10:4     |
|       |       | Tschechien – Italien             | 2:5      |
| 1.3.  | 14:00 | Schweden – Tschechien            | 11:4     |
|       |       | Schottland – Schweiz             | 9:3      |
|       |       | Italien – Norwegen               | 5:6      |
|       |       | Volksrepublik China – Russland   | 4:9      |
| 2.3.  | 09:00 | Kanada – Schottland              | 6:7      |
|       |       | Volksrepublik China – Norwegen   | 3:5      |
|       |       | Schweiz – Vereinigte Staaten     | 3:6      |
|       | 19:00 | Norwegen – Schweden              | 7:6      |
|       |       | Vereinigte Staaten – Italien     | 5:6      |
|       |       | Russland – Schweden              | 5:3      |
|       |       | Kanada – Tschechien              | 5:3      |
| 3.3.  | 14:00 | Vereinigte Staaten – Russland    | 3:9      |
|       |       | Schweden – Kanada                | 6:4      |
|       |       | Volksrepublik China – Tschechien | 10:5     |
|       |       | Italien – Schottland             | 5:7      |

| Datum | Zeit  | Begegnung                                | Resultat |
| ----- | ----- | ---------------------------------------- | -------- |
| 4.3.  | 09:00 | Tschechien – Schweiz                     | 4:9      |
|       |       | Schottland – Norwegen                    | 9:3      |
|       |       | Schweden – Volksrepublik China           | 9:7      |
|       | 19:00 | Italien – Kanada                         | 4:5      |
|       |       | Russland – Schottland                    | 5:4      |
|       |       | Schweiz – Volksrepublik China            | 8:7      |
|       |       | Vereinigte Staaten – Norwegen            | 7:4      |
| 5.3.  | 14:00 | Tschechien – Norwegen                    | 3:8      |
|       |       | Kanada – Vereinigte Staaten              | 7:3      |
|       |       | Schweden – Italien                       | 8:4      |
|       |       | Russland – Schweiz                       | 6:4      |
| 6.3.  | 09:00 | Schottland – Schweden                    | 6:5      |
|       |       | Italien – Volksrepublik China            | 6:4      |
|       |       | Tschechien – Russland                    | 3:10     |
|       | 19:00 | Volksrepublik China – Vereinigte Staaten | 1:8      |
|       |       | Schweiz – Schweden                       | 4:5      |
|       |       | Norwegen – Kanada                        | 6:9      |
|       |       | Schottland – Tschechien                  | 5:4      |
| 7.3.  | 13:00 | Schweiz – Italien                        | 6:9      |
|       |       | Norwegen – Russland                      | 3:8      |
|       |       | Vereinigte Staaten – Schottland          | 3:8      |
|       |       | Volksrepublik China – Kanada             | 3:8      |

| Platz | Team                | Spiele | Siege | Ndlg. |
| ----- | ------------------- | ------ | ----- | ----- |
| 1.    | Schottland          | 9      | 8     | 1     |
| 2.    | Kanada              | 9      | 7     | 2     |
| 3.    | Russland            | 9      | 7     | 2     |
| 4.    | Schweden            | 9      | 6     | 3     |
| 5.    | Norwegen            | 9      | 5     | 4     |
| 6.    | Italien             | 9      | 5     | 4     |
| 7.    | Vereinigte Staaten  | 9      | 4     | 5     |
| 8.    | Schweiz             | 9      | 2     | 7     |
| 9.    | Volksrepublik China | 9      | 1     | 8     |
| 10.   | Tschechien          | 9      | 0     | 9     |

### Playoffs
|  | Page-Playoffs | Page-Playoffs | Page-Playoffs |          |    | Halbfinale | Halbfinale | Halbfinale |   |  | Finale | Finale     | Finale |
|  |               |               |               |          |    |            |            |            |   |  |        |            |        |
|  | 2             | Kanada        | 6             |          |    |            |            |            |   |  | 1      | Schottland | 6      |
|  | 1             | Schottland    | 8             |          |    |            |            |            |   |  | 3      | Russland   | 2      |
|  | 1             | Schottland    | 8             |          | 2  | Kanada     | 8          |            |   |  | 3      | Russland   | 2      |
|  |               |               |               |          |    |            | 8          |            |   |  |        |            |        |
|  |               |               | 3             | Russland | 11 |            |            |            |   |  |        |            |        |
|  | 4             | Schweden      | 3             | Russland | 11 | 4          | 4          | Schweden   | 4 |  |        |            |        |
|  | 4             | Schweden      |               |          |    |            | 4          | Schweden   | 4 |  |        |            |        |
|  | 3             | Russland      | 6             |          |    |            |            |            |   |  | 2      | Kanada     | 6      |

### Endstand
| Platz | Land                |
| ----- | ------------------- |
| 1     | Schottland          |
| 2     | Russland            |
| 3     | Kanada              |
| 4     | Schweden            |
| 5     | Norwegen            |
| 6     | Italien             |
| 7     | Vereinigte Staaten  |
| 8     | Schweiz             |
| 9     | Volksrepublik China |
| 10    | Tschechien          |

## Frauen

### Teilnehmerinnen
| Land               | Fourth                   | Third           | Second              | Lead                 | Alternate             |
| ------------------ | ------------------------ | --------------- | ------------------- | -------------------- | --------------------- |
| Dänemark           | Stephanie Risdal Nielsen | Jannie Gundry   | Isabella Clemmensen | Charlotte Clemmensen | Julie Dall Høgh       |
| Japan              | Sayaka Yoshimura         | Rina Ida        | Risa Ujihara        | Mao Ishigaki         | Natsuko Ishiyama      |
| Kanada             | Corryn Brown             | Erin Pincott    | Samantha Fisher     | Sydney Fraser        | Cathlia Ward          |
| Norwegen           | Kristine Davanger        | Nora Hilding    | Ingvild Skaga       | Stine Haalien        | Julie Kjær Molnar     |
| Russland           | Julija Portunowa         | Alina Kowaljowa | Alexandra Saitowa   | Oksana Gertowa       | Olesja Gluschtschenko |
| Schottland         | Hannah Fleming           | Lauren Gray     | Jennifer Dodds      | Abi Brown            | Vicky Wright          |
| Schweden           | Sara McManus             | Sofia Mabergs   | Rosalie Egli        | Malin Ekholm         | Marina Stener         |
| Schweiz            | Michelle Gribi           | Lisa Gisler     | Chantal Bugnon      | Vera Camponova       | Jenny Perret          |
| Tschechien         | Iveta Janatova           | Zuzana Hajkova  | Klara Svatonova     | Alžběta Baudyšová    | Petra Vinsova         |
| Vereinigte Staaten | Miranda Solem            | Vicky Persinger | Karlie Koenig       | Chelsea Solem        | Cory Christensen      |

### Round Robin
| Datum | Zeit  | Begegnung                       | Resultat |
| ----- | ----- | ------------------------------- | -------- |
| 28.2. | 14:00 | Kanada – Dänemark               | 1:9      |
|       |       | Norwegen – Russland             | 5:7      |
|       |       | Schweiz – Japan                 | 4:8      |
|       |       | Schottland – Vereinigte Staaten | 9:7      |
| 1.3.  | 09:00 | Norwegen – Vereinigte Staaten   | 3:8      |
|       |       | Schweiz – Dänemark              | 3:8      |
|       |       | Schottland – Russland           | 7:4      |
|       |       | Tschechien – Schweden           | 7:6      |
|       | 19:00 | Japan – Russland                | 5:4      |
|       |       | Tschechien – Norwegen           | 7:5      |
|       |       | Vereinigte Staaten – Schweden   | 7:3      |
|       |       | Kanada – Schottland             | 2:3      |
| 2.3.  | 14:00 | Schweden – Schottland           | 5:9      |
|       |       | Russland – Kanada               | 9:3      |
|       |       | Tschechien – Schweiz            | 6:7      |
|       |       | Dänemark – Japan                | 2:8      |
| 3.3.  | 9:00  | Dänemark – Vereinigte Staaten   | 7:5      |
|       |       | Kanada – Japan                  | 4:9      |
|       |       | Norwegen – Schweiz              | 8:4      |
|       | 19:00 | Schweiz – Vereinigte Staaten    | 4:7      |
|       |       | Schottland – Tschechien         | 8:7      |
|       |       | Norwegen – Dänemark             | 4:9      |
|       |       | Schweden – Russland             | 5:8      |

| Datum | Zeit  | Begegnung                       | Resultat |
| ----- | ----- | ------------------------------- | -------- |
| 4.3.  | 14:00 | Tschechien – Kanada             | 4:9      |
|       |       | Japan – Schweden                | 3:8      |
|       |       | Russland – Vereinigte Staaten   | 9:3      |
|       |       | Schottland – Norwegen           | 9:3      |
| 5.3.  | 09:00 | Dänemark – Schweden             | 3:8      |
|       |       | Kanada – Schweiz                | 3:4      |
|       |       | Japan – Tschechien              | 5:9      |
|       | 19:00 | Russland – Schweiz              | 5:7      |
|       |       | Dänemark – Schottland           | 3:7      |
|       |       | Japan – Norwegen                | 8:2      |
|       |       | Vereinigte Staaten – Kanada     | 4:10     |
| 6.3.  | 14:00 | Vereinigte Staaten – Tschechien | 3:7      |
|       |       | Schweden – Norwegen             | 7:5      |
|       |       | Schweiz – Schottland            | 2:7      |
|       |       | Russland – Dänemark             | 9:3      |
| 7.3.  | 08:30 | Schottland – Japan              | 6:8      |
|       |       | Tschechien – Russland           | 7:3      |
|       |       | Schweden – Kanada               | 7:6      |
|       | 17:30 | Kanada – Norwegen               | 8:6      |
|       |       | Vereinigte Staaten – Japan      | 7:6      |
|       |       | Dänemark – Tschechien           | 9:7      |
|       |       | Schweiz – Schweden              | 3:8      |

| Platz | Team               | Spiele | Siege | Ndlg. |
| ----- | ------------------ | ------ | ----- | ----- |
| 1.    | Schottland         | 9      | 8     | 1     |
| 2.    | Japan              | 9      | 6     | 3     |
| 3.    | Tschechien         | 9      | 5     | 4     |
| 4.    | Russland           | 9      | 5     | 4     |
| 5.    | Schweden           | 9      | 5     | 4     |
| 6.    | Dänemark           | 9      | 5     | 4     |
| 7.    | Vereinigte Staaten | 9      | 4     | 5     |
| 8.    | Schweiz            | 9      | 3     | 6     |
| 9.    | Kanada             | 9      | 3     | 6     |
| 10.   | Norwegen           | 9      | 1     | 8     |

Im Tiebreaker um den 3. Platz siegte  Tschechien über  Dänemark mit 8:4 und  Russland über  Schweden mit 8:1.

### Playoffs
|  | Page-Playoffs | Page-Playoffs | Page-Playoffs |          |   | Halbfinale | Halbfinale | Halbfinale |   |  | Finale | Finale     | Finale |
|  |               |               |               |          |   |            |            |            |   |  |        |            |        |
|  | 2             | Japan         | 3             |          |   |            |            |            |   |  | 2      | Schottland | 5      |
|  | 1             | Schottland    | 4             |          |   |            |            |            |   |  | 4      | Russland   | 6      |
|  | 1             | Schottland    | 4             |          | 2 | Japan      | 6          |            |   |  | 4      | Russland   | 6      |
|  |               |               |               |          |   |            | 6          |            |   |  |        |            |        |
|  |               |               | 4             | Russland | 8 |            |            |            |   |  |        |            |        |
|  | 3             | Tschechien    | 4             | Russland | 8 | 2          | 2          | Japan      | 8 |  |        |            |        |
|  | 3             | Tschechien    |               |          |   |            | 2          | Japan      | 8 |  |        |            |        |
|  | 4             | Russland      | 4             |          |   |            |            |            |   |  | 3      | Tschechien | 4      |

### Endstand
| Platz | Land               |
| ----- | ------------------ |
| 1     | Russland           |
| 2     | Schottland         |
| 3     | Japan              |
| 4     | Tschechien         |
| 5     | Schweden           |
| 6     | Dänemark           |
| 7     | Vereinigte Staaten |
| 8     | Schweiz            |
| 9     | Kanada             |
| 10    | Norwegen           |